# Zhang Zongcang

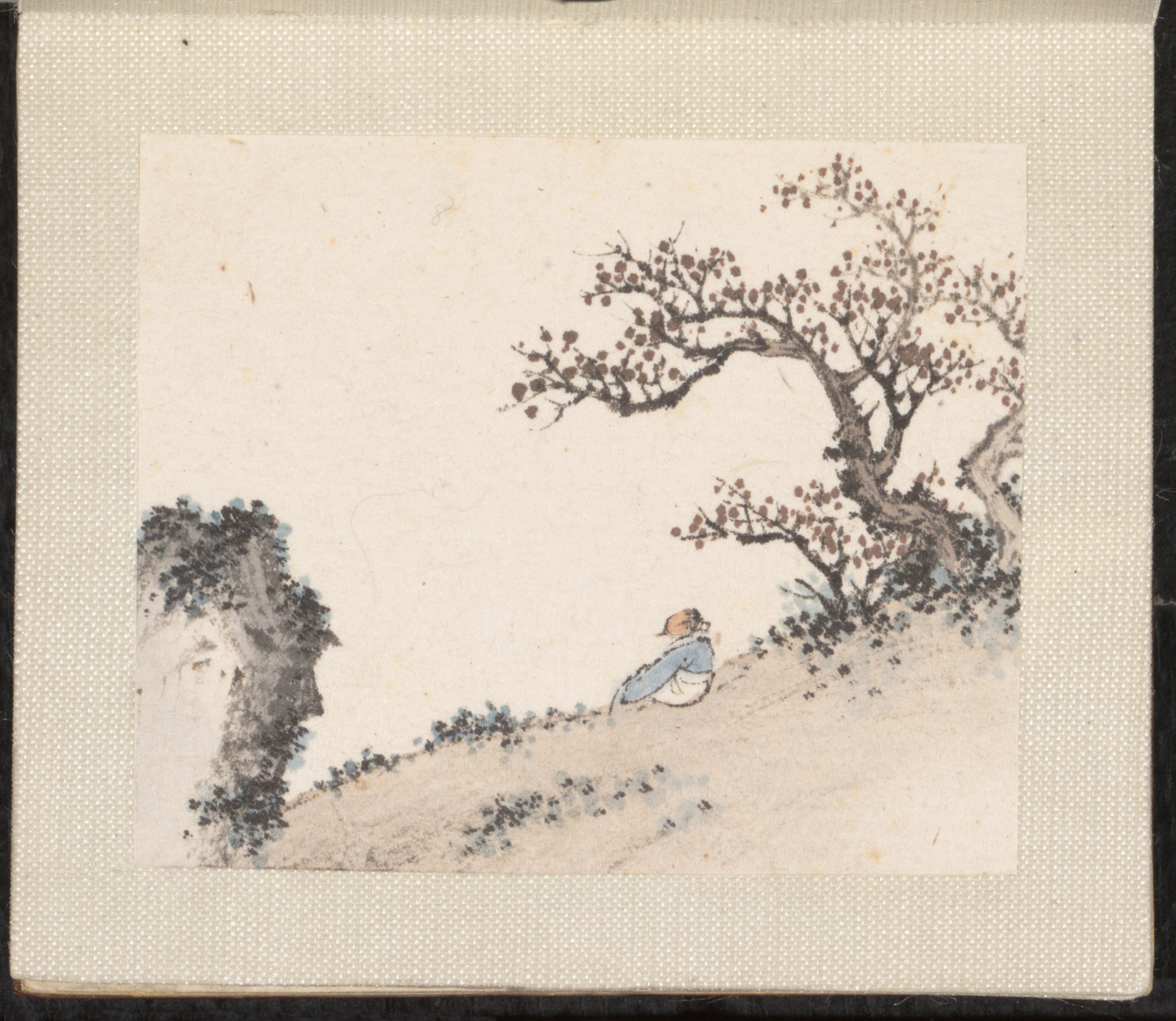
Llibre de paisatge, tinta sobre paper (Metropolitan Museum of Art, Nova York)

Advertiment: els noms xinesos s'escriuen amb el cognom va al davant. Va existir un señor de la guerra xinès, Zhang Zongchang, que es pot confondre amb el pintor Zhang Zongcang.
Zhang Zongcang (xinès simplificat: 张宗苍; xinès tradicional:張宗蒼 	张宗苍; pinyin:Zhang Zongcang) va ser un pintor i cal·lígraf xinès que va viure sota la dinastia Qing. Era nadiu de Suzhou, província de Jiangsu, Va néixer l'any 1686 i va morir el 1756.
Fou deixeble de Huang Ting, en pinyin Huang Ding (font: llibre de James Elkins). Va ser pintor de la cort i va destacar per les seves pintures de paisatges. Feia servir el pinzell sec i AMB tocs enèrgics. Considerat un dels millors pintors de l'”Acadèmia de Pintura de la Cort” juntament amb Tang Dai, Shining Lang, Jin Tingbiao i Ding Guanpeng.